# Filchnerella beicki
Filchnerella beicki is een rechtvleugelig insect uit de familie Pamphagidae. De wetenschappelijke naam van deze soort is voor het eerst geldig gepubliceerd in 1931 door Ramme.